# Bondsdagverkiezingen 1990

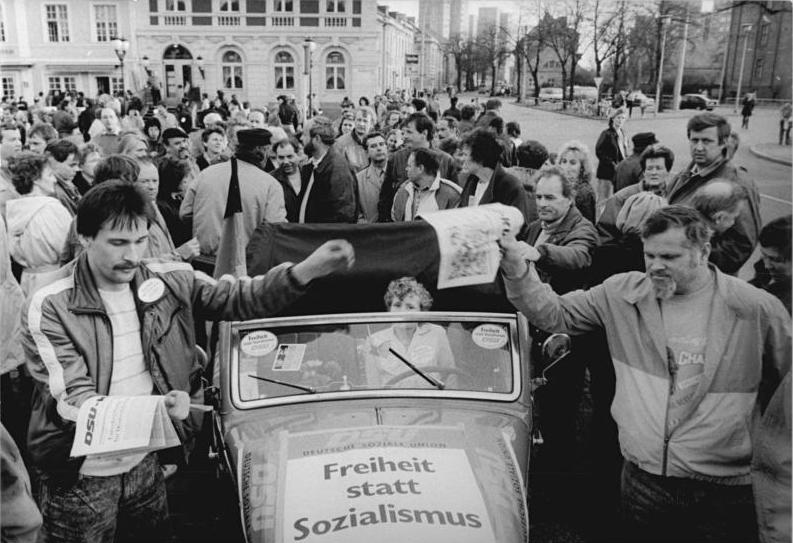
Tijdens een sociaaldemocratische verkiezingsbijeenkomst maken ook aanhangers van de conservatieve DSU reclame, Potsdam 1990

De Bondsdagverkiezingen van 1990 waren de twaalfde federale verkiezingen in de Bondsrepubliek Duitsland. Het waren tevens de eerste federale verkiezingen in het herenigde Duitsland. Helmut Kohl, de CDU-voorzitter, kon zijn coalitie met de liberale FDP voortzetten.
Na de val van de Berlijnse Muur op 9 november 1989 moest de DDR-regering oppositieleden in het kabinet-Modrow opnemen. Op 18 maart 1990 kwam het tot de eerste en laatste vrije verkiezingen voor de Volkskammer, het DDR-parlement. Bij deze en bij de meeste deelstaatverkiezingen op 14 oktober wonnen de CDU en haar partners met een grote voorsprong op de Sozialdemokratische Partei. De Duitse hereniging vond officieel op 3 oktober plaats.

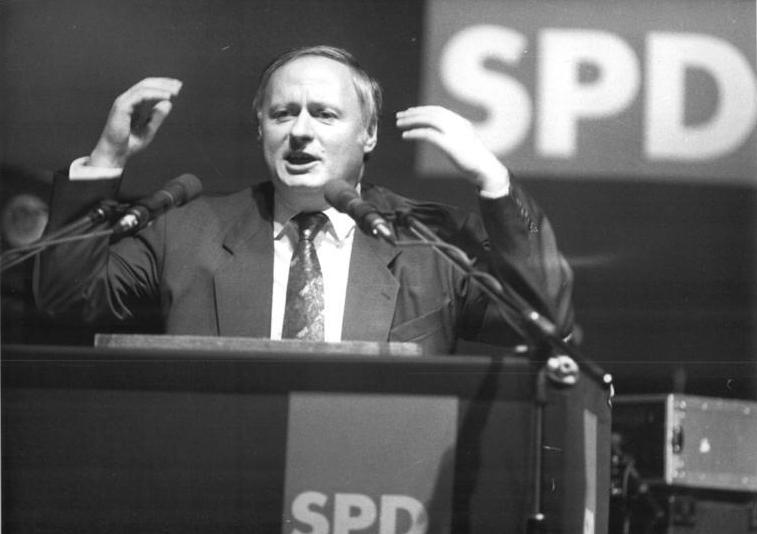
SPD-kandidaat Oskar Lafontaine in Dessau

Voor de Tweede Wereldoorlog stemde het gebied van de oude DDR vooral sociaaldemocratisch, en deze verkiezingen was ook de SPD-oud-kanselier Willy Brandt buitengewoon populair. In begin van 1990 werd nog een verkiezingsoverwinning van de SPD in de DDR verwacht; de SPD was in oktober 1989 in de DDR opnieuw opgericht, terwijl Oost-CDU en Oost-liberalen al als satellieten van de SED hadden bestaan. Maar de SPD-kanselierskandidaat Oskar Lafontaine, de jonge en linkse minister-president van het Saarland, toonde bij verschillende gelegenheden aan dat hij geen sympathie voor de hereniging had. In december 1989 gaf hij te verstaan dat hij met de Oost-Duitsers niet in één staat wilde leven, evenmin als met de Oostenrijkers. Toen het verenigingsverdrag door de Bondsdag moest worden goedgekeurd, liet Lafontaine de SPD tegenstemmen, terwijl hij de SPD later in de Bondsraad voor liet stemmen, zodat het verenigingsverdrag in werking kon treden. In de Bondsraad stemden het Saarland en het Nedersaksen van Gerhard Schröder tegen de vereniging. Dit zorgde voor onbegrip, ook bij een grote minderheid van de SPD. Lafontaine waarschuwde voor de financiële gevolgen van de hereniging, terwijl Kohl ze bagatelliseerde. Bij de Bondsdagverkiezingen in december 1990 viel de SPD ongeveer op het niveau van de jaren vijftig terug.

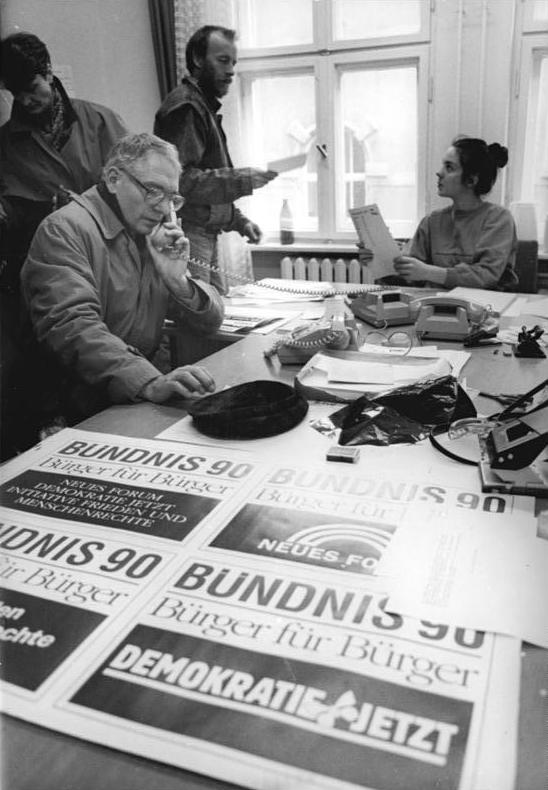
Verkiezingskantoor van Bündnis 90 in februari 1990

Een grote teleurstelling beleefden de voormalige DDR-dissidenten, die bij de verkiezingen van het jaar 1990 meestal alleen enkele procentpunten haalden. Sinds februari 1990 waren enkele van de bekendste organisaties samengesloten onder de naam Bündnis 90. Met de Groenen in Oost en West hadden ze gemeen dat ze weinig positief over de hereniging of een snelle hereniging dachten. Ze vonden de toenmalige situatie een kans om een alternatief voor de Bondsrepubliek op te bouwen.
Voor de Bondsdagverkiezingen werd - na een klacht van de West-Groenen - door de rechtbank bepaald dat de vijf-procent-kiesdrempel gescheiden voor de West-Duitse en de Oost-Duitse deelstaten gold. Als gevolg daarvan kwam de PDS (de voormalige SED) de Bondsdag in, ofschoon ze in geheel Duitsland de kiesdrempel niet zou hebben gehaald. De West-Groenen waren onder, de Oost-Groenen samen met Bündnis 90 boven de vijf procent. In de 12e Bondsdag zaten daarom alleen acht afgevaardigden van de Oost-Groenen en Bündnis 90. Als de kiesdrempel voor heel Duitsland had gegolden, zouden West-Groenen, Oost-Groenen en Bündnis 90 op 5,05 procent zijn gekomen.
De conservatieve Deutsche Soziale Union, die zich als CSU van het Oosten wilde etableren, viel van 6,3 procent bij de Volkskammer-verkiezingen in maart naar 0,2 procent bij de Bondsdagverkiezingen.
Christendemocraten en liberalen hadden een snelle hereniging beloofd en werden daarvoor vooral door de Oost-Duitse kiezers beloond. Dankzij de populaire minister van buitenlandse zaken, Hans-Dietrich Genscher, die in 1952 van Halle naar het Westen was gevlucht, kwam de FDP op een goed resultaat. CDU-chef Kohl bleef bondskanselier van een CDU/CSU-FDP-coalitie.

## Uitslag
Vanaf deze verkiezingen zijn de Berlijnse afgevaardigden evenzo gekozen als alle andere afgevaardigden.
Door de hereniging werd het totaal aantal leden vergroot.
| Partij                                                                                     | %     | zetels | verschil |
| ------------------------------------------------------------------------------------------ | ----- | ------ | -------- |
| Christelijk Democratische Unie van Duitsland (Christlich Demokratische Union Deutschlands) | 36,7% | 268    | +94      |
| Christelijk-Sociale Unie (Christlich-Soziale Union)                                        | 7,1%  | 51     | +2       |
| Vrije Democratische Partij (Freie Demokratische Partei)                                    | 11,0% | 79     | +33      |
| Sociaaldemocratische Partij van Duitsland (Sozialdemokratische Partei Deutschlands)        | 33,5% | 239    | +53      |
| Bündnis 90/Die Grünen (Bündnis 90/Die Grünen)                                              | 1,2%  | 8      | +8       |
| Die Grünen (Die Grünen)                                                                    | 3,8%  | 0      | -42      |
| Partij van de Democratische Socialisten (Partei des Demokratischen Sozialismus)            | 2,4%  | 17     | +17      |
| Overigen                                                                                   | 4,2%  | 0      | -        |
| Totaal                                                                                     | 100%  | 662    | +165     |

|  |

|  |

|  |

|  |

|  |

|  |

|  |

|  |

|  |

|  |

|  |

|  |

|  |

|  |

|  |

|  |

|  |

|  |

|  |

|  |

|  |

|  |

|  |

Na de verkiezingsoverwinning van de CDU/CSU en FDP kon de coalitie onder bondskanselier Helmut Kohl gewoon worden voortgezet. Op 17 januari 1991 werd Kohl door de Bondsdag als bondskanselier herkozen.